# Odontosoria
Odontosoria, rod papratnica iz porodice Lindsaeaceae raširena po pantropima.Postpoji 35 priznatih vrsta dio je reda osladolike. 

## Vrste
1. Odontosoria aculeata (L.) J. Sm.
2. Odontosoria afra (K. U. Kramer) J. P. Roux
3. Odontosoria africana Ballard
4. Odontosoria alutacea (Mett.) Perrie & L. D. Sheph.
5. Odontosoria angustifolia (Bernh.) C. Chr.
6. Odontosoria biflora (Kaulf.) C. Chr.
7. Odontosoria celebesiana (Barcelona & Hickey) comb. ined.
8. Odontosoria chinensis (L.) J. Sm.
9. Odontosoria colombiana Maxon
10. Odontosoria decomposita (Baker) C. Chr.
11. Odontosoria deltoidea (C. Chr.) Lehtonen & Tuomisto
12. Odontosoria flabellifolia (Baker) C. Chr.
13. Odontosoria flexuosa (Spreng.) Maxon
14. Odontosoria fumarioides (Sw.) J. Sm.
15. Odontosoria goudotiana (Kunze) Christenh.
16. Odontosoria gracilis (Tagawa) Ralf Knapp
17. Odontosoria guatemalensis Christ
18. Odontosoria gymnogrammoides Christ
19. Odontosoria humbertii (Tardieu) Christenh.
20. Odontosoria intermedia (S. J. Lin, M. Kato & K. Iwats.) Nakaike
21. Odontosoria jenmanii Maxon
22. Odontosoria krameri Fraser-Jenk.
23. Odontosoria madagascariensis (Baker) Christenh.
24. Odontosoria melleri (Hook.) C. Chr.
25. Odontosoria minutula (Sa. Kurata) Ebihara
26. Odontosoria odontolabia (Baker) Diels
27. Odontosoria quadripinnata Lehtonen
28. Odontosoria retusa (Cav.) J. Sm.
29. Odontosoria reyesii Caluff
30. Odontosoria scandens (Desv.) C. Chr.
31. Odontosoria schlechtendalii (C. Presl) C. Chr.
32. Odontosoria veitchii (Baker) Parris
33. Odontosoria viridis Kuhn
34. Odontosoria wrightiana Maxon
35. Odontosoria yaeyamensis (S. J. Lin, M. Kato & K. Iwats.) Ebihara